# Esbjerg - Parkeston (D.F.D.S.)
Esbjerg - Parkeston er en dokumentarfilm fra 1928 af ukendt instruktør.

## Handling
Skibsfart i cirka 1928. DFDS ruteskib MS "Jylland" , søsat i 1926, ankommer til Esbjerg Havn. Slæbebåden "Anholt" følger med ind. Havneanlæg. Tog ankommer. SS Jylland sejler bort. Passagerer forlader skib. Passagerer går ombord i tog til København. Bagage bringes ind i toget. SS "Jylland" i havnebassin. Nogle af skibets saloner. MS Jylland sejler i havnebassinet. 
OBS! Parkestone er en del af Harwich havn og samtidig navn på en af DFDS englandsbåde. MS Jylland blev i 1944 beslaglagt af tyskerne og fik navnet Musketier. Den 3. maj 1945 sejlede skibet flygtninge fra Travemünde vestpå. Undervejs blev skibet angrebet af allierede fly. Skibet sank og 800 mennesker omkom.